# Senko Pličanič
Senko Pličanič (* 8. dubna 1963 Nova Gorica) je slovinský právník a politik.

## Životopis
Po skončení Gymnázia v Nové Gorici nastoupil na Právnickou fakultu Univerzity v Lublani, kde se v roce 1993 stal magistrem. V roce 1996 absolvoval stipendijní pobyt na Berkeley School of Law v USA. V roce 1998 ukončil postgraduální studium. Zaměřuje se na oblast veřejné správy, správního práva a práva životního prostředí. Je autorem několika publikací a podílel se také na přípravě některých zákonů – zákona o územním plánování a zákona o svobodném přístupu k informacím. V předčasných volbách v prosinci 2011 byl zvolen jako kandidát Občanské kandidátky Gregorje Viranta poslancem Státního shromáždění Republiky Slovinsko, v únoru 2012 se stal ministrem spravedlnosti a veřejné správy ve druhém kabinetu Janeze Janši.